# Erwin Vandendaele
Erwin Vandendaele (Gavere, 1945. március 5. –) belga válogatott labdarúgókapus.
A belga válogatott tagjaként részt vett az 1970-es világbajnokságon és az 1972-es Európa-bajnokságon.

## Sikerei, díjai
Club Brugge
- Belga bajnok (1): 1972–73
- Belga kupa (2): 1967–68, 1969–70

Anderlecht
- Belga kupa (2): 1974–75, 1975–76
- Kupagyőztesek Európa-kupája (1): 1975–76
- UEFA-szuperkupa (1): 1976

Belgium
- Európa-bajnoki bronzérmes (1): 1972